# Heinz von Westernhagen
Heinz von Westernhagen (Riga, 29 agosto 1911 – Veszprém, 19 marzo 1945) è stato un militare tedesco, ufficiale delle Waffen-SS durante la seconda guerra mondiale.

## Biografia

### Infanzia
Heinz von Westernhagen nacque il 29 agosto 1911 a Riga, allora parte dell'Impero russo. Ebbe un infanzia turbolenta; la rivoluzione russa del 1917 costrinse la sua famiglia, fino a quel momento benestante a diventare nomade. Heinz riuscì a sfuggire alla dura vita arruolandosi nella marina mercantile tedesca da adolescente nel 1927.

### Carriera nelle SS
Dopo essersi iscritto nel NSDAP nel 1929 ed inizialmente arruolato nelle Sturmabteilung (SA), si unì alle Allgemeine-SS all'età di vent'anni nell'aprile del 1932.
Dopo essere stato assegnato alla neonata SS-Verfügungstruppe (SS-VT) con il grado di SS-Unterscharführer nell'ottobre 1934, fu trasferito al Sicherheitsdientst (Servizio di Sicurezza o SD), lavorando nell'intelligence estera e ottenendo rapide promozioni. Nell'aprile del 1936 ottenne il grado di ufficiale ed allo scoppio della seconda guerra mondiale, nel settembre del 1939, aveva già raggiunto il grado di SS-Hauptsturmführer all'età di ventisette anni.

### Seconda guerra mondiale
Westernhagen scelse di non continuare il suo servizio nell'SD, e desiderando ardentemente combattere, all'inizio del 1940 partecipò come membro della 1. SS-Panzer-Division "Leibstandarte SS Adolf Hitler" alla campagna dei Paesi Bassi, per poi tornare all'SD.
Nel 1941 fu nuovamente assegnato alla Leibstandarte come ufficiale di stato maggiore del Kampfgruppe Witt (sotto il comando dell'SS-Sturmbannführer Fritz Witt) durante la campagna nei Balcani, durante la quale gli fu conferita la Croce di Ferro di II Classe. Dopo aver realizzato il suo sogno di diventare un soldato di prima linea, poté abbandonare il suo ruolo di ufficiale di stato maggiore e unirsi al battaglione Sturmgeschütz nel giugno del 1942. Più tardi quello stesso anno fu promosso SS-Sturmbannführer ed il 6 marzo 1943 fu decorato con la Croce di Ferro di I classe.
Nell'estate del 1943, durante la battaglia di Kursk, lavorò a fianco di Michael Wittmann, riportando una ferita alla testa quasi mortale che lo costrinse a lasciare il fronte. Dopo un lungo periodo di riposo e convalescenza, fu nominato comandante di battaglione di una nuova formazione, la Schwere SS-Panzer-Abteilung 101 ed il 21 giugno 1944 fu promosso SS-Obersturmbannführer.
Mentre la guerra volgeva al termine, il rinominato Schwere Panzerabteilung 501 fu coinvolto in violenti combattimenti nei pressi della città di Veszprém, nell'Ungheria occidentale ed il 19 marzo 1945 fu sollevato dal comando. Più tardi morì; il rapporto ufficiale dichiarò che la sua auto era stata fatta esplodere da una bomba mentre era in viaggio verso un comando superiore, ma in seguito sarebbe emerso che si era suicidato, avendo deciso di morire con i suoi uomini.